# Березовська сільська рада (Волчихинський район)
Бере́зовська сільська рада (рос. Берёзовский сельский совет) — сільське поселення у складі Волчихинського району Алтайського краю Росії.
Адміністративний центр та єдиний населений пункт — селище Березовський.

## Населення
Населення — 458 осіб (2019; 541 в 2010, 760 у 2002).